# Марай (приток Суери)
Марай — река в Курганской области России, левый приток реки Суерь.
Река Марай не судоходна. Впадает в реку Суерь у с. Малое Мостовское.
Замерзает река в начале ноября. Устойчивый ледостав сохраняется 135—176 суток. Вскрывается река в конце марта — начале апреля.

## Населённые пункты
- Варгашинский район — с. Мостовское (до 1958 года — Марайское).
- Мокроусовский район — д. Отставное.